# Vlag van Lasne
De vlag van Lasne is op 10 maart 1992 bij raadsbesluit vastgesteld als de vlag van de Waals-Brabantse gemeente Lasne. De vlag kan als volgt worden beschreven:
Volgens de broekdiagonaal golvend gedeeld in drie banen van blauw, wit en groen.
De vlag werd pas op 30 april 1999 bevestigd door de Franse Gemeenschapsregering. Volgens de officiële interpretatie herinnert de vlag aan de lucht en de natuurlijke omgeving, terwijl de golvende streep aan de rivier herinnert waarnaar de gemeente is vernoemd. De vlag heeft niets te maken met het gemeentewapen.